# Jasudż
Jasudż (perski ياسوج) – miasto w Iranie, stolica ostanu Kohgiluje wa Bujerahmad.
Liczba ludności w 2006 roku wynosiła ok. 96,8 tys.

## Gospodarka
Gospodarka Jasudż jest oparta na eksporcie:
- koszów
- wykładzin/dywanów
- płytek mozaikowych
- cegieł
- paszy zwierzęcej